# هديل عبد العزيز
هديل عبد العزيز:(بالإنجليزية: Hadeel Abdel Aziz)‏هي خبيرة قانونية أردنية وناشطة في مجال حقوق الإنسان وهي أيضًا عضو مؤسس ومدير تنفيذي للمنظمة غير الحكومية المقرها في الأردن، مركز العدالة للمساعدة القانونية (JCLA). يشمل عملها الدفاع عن إصلاح القضاء وأتمتة المحاكم وتوفير مشاريع الوصول إلى العدالة من خلال شبكة من عيادات المساعدة القانونية التي تساعد الآخرين في المجالات المدنية والجنائية والأسرية، بما في ذلك الشريعة. في 8 مارس، تلقت جائزة نساء الشجاعة الدولية لعام 2023، التي قدمت لها ولغيرها من المرشحات من قبل جيل بايدن وأنتوني ج. بلينكن في وزارة الخارجية الأمريكية. هي أيضًا حائزة على جائزة فرانكو-الألمانية لحقوق الإنسان وجائزة سيادة القانون، التي قدمت لها خلال الذكرى الستين اتفاقية الإليزيه في 22 يناير 2023.

## التعليم والشهادات
تحمل عبد العزيز بكالوريوس القانون من الجامعة الأردنية وأصبحت أول أردنية تحصل على شهادة كمدير قضائي من جامعة ميشيغان الحكومية.

## المهنة
مدير وحدة إدارة المحاكم قبل تأسيس JCLA، عملت عبد العزيز لصالح الوكالة الأمريكي للتنمية الدولية USAID من 2004 إلى 2009 كمدير لوحدة إدارة المحاكم لبرنامج سيادة القانون.
عمل التمكين القانوني تُبلغ عملها تحت JCLA باعتبارها تقديم خدمات للفقراء والدفاع عن المساعدة القانونية الممولة من الدولة مع التركيز العام على التمكين القانوني - ″وضع القانون في يد الشخص المتوسط″ من خلال أدوات مصممة لتثقيف الناس على حقوقهم الأساسية ودعم المجتمعات للتنقل وإعداد الحلول والأدوات.
مدافع عن حقوق الإنسان كمدافع في المقدمة  عن مختلف المجموعات المهمشة بما في ذلك الأحداث واللاجئين والمهاجرين والناجين من العنف الجنسي والقائم على النوع الاجتماعي، أشادت وزارة الخارجية الأمريكية بهديل عبد العزيز لعرضها رؤية واضحة  للمساعدة في تعزيز نظام العدالة في الأردن. كما تم التأكيد على عملها التحسيسي ضد جرائم الشرف - احتجاز النساء لحمايتهن. كعضو في مجلس أمناء المركز الوطني لحقوق الإنسان، أبرزت أهمية التفاصيل في قضايا المبنية على الحقوق للصحفيين الأردنيين الشباب.
النساء والأطفال وضحايا الإرهاب تشمل جهودها الأخرى الدفاع عن إلغاء قانون الاغتصاب الأردني المثير للجدل، المادة 308، والمساعدة في فرض اضطهاد المجرمين. أبرزت عملها في لوحة متميزة في الأمم المتحدة  وشاركت في مشاريع تستضاف من قبل البنك الدولي وغيرها من المنصات. في لوحة الأمم المتحدة، ناقشت أهمية الوصول إلى العدالة لضحايا الإرهاب خلال فعالية المؤتمر العالمي لضحايا الإرهاب.
العمال المهاجرين بالنسبة للمشكلة المستمرة للعمال المهاجرين  والتنديد بانتهاكات أصحاب العمل الأردنيين، اعترفت هديل عبد العزيز بالفجوة، وذكرت ترحيل تسعة من عاملات المنازل الفلبينيات المعذبات، وناقشت التحديات في تطبيق القانون والأدوات.
الدعم الدولي في عام 2015، اختار البنك الدولي JCLA وهديل عبد العزيز لتوفير الدعم التقني للحكومة النيجيرية حيث شاركت في سلسلة من ورش عمل بناء قدرات المساعدة القانونية وضمان الجودة في نيجيريا.

## جوائز وزمالة
زمالة إيزنهاور حصلت هديل عبد العزيز على تمويل من زمالات إيزنهاور  لتطبيق برنامج تطوعي اسمه Pro bono أي العمل التطوعي على مستوى البلاد  يشارك مع نظام قانوني أردني ويخدم المهمشين.
جائزة نساء الشجاعة الدولية هديل عبد العزيز حائزة على جائزة نساء الشجاعة الدولية لعام 2023 التي استضافتها وزارة الخارجية الأمريكية ومنحت خصيصًا لأولئك الذين أظهروا شجاعة وقوة وقيادة استثنائية. تم التعرف على عملها في الدفاع عن حقوق الإنسان وتمثيلها قانونيًا للمحرومين.
جائزة فرانكو-الألمانية لحقوق الإنسان وسيادة القانون تلقت هذه الجائزة لتفانيها مدى الحياة في سيادة القانون وعملها في تعزيز والدفاع عن حقوق الإنسان للنساء والفتيات. يتم منح الجائزة لمدافعي حقوق الإنسان في جميع أنحاء العالم، الذين يعملون كل يوم، في ظروف خطيرة في كثير من الأحيان، لحماية وتعزيز حقوق الإنسان.